# André de Spirlet
André de Spirlet, né à Ixelles le 20 septembre 1902 et mort à Bruxelles le 14 mars 1981) est un ingénieur civil et homme d'affaires belge.

## Biographie

### Vie privée
André de Spirlet hérite du titre d'écuyer de son père à sa naissance. Il acquiert par la suite le titre de baron en 1969. Ce titre étant personnel, il ne fut pas transmis à ses enfants.
Il est le deuxième fils d’Iwan (Armand-Joseph-Marie) de Spirlet (Fraipont, 5 juillet 1872 – Ixelles, 13 septembre 1929) et de Marie-Louise Gernaert (Ixelles, 16 janvier 1878 – Woluwe-Saint-Lambert, 30 août 1968). Son père était courtier et fut bourgmestre de Gomzé-Andoumont.
Sa sœur aînée est Yvonne (Ghislaine-Rosalie-Fernand-Marie-Louise) (Ixelles, 22 octobre 1900 – Tervuren, 23 octobre 1987), et son frère cadet, Guy-Jean (Émile-Mathilde-Marie-Ghislain) (Ixelles, 7 novembre 1906 – Bruges, 2 octobre 1993).
Il épouse Eugénie (Lucie-Maximilienne-Marie-Ghislain) Philippe (Liège, 3 janvier 1907 – Liège, 20 octobre 1954) le 3 août 1925 à Grivegnée. Eugénie est la fille du directeur du Chemin de Fer du Nord belge. De cette union naissent six enfants:
- Yves (Marie-Ghislain-Jérôme-Eugène) ;
- Michel (Georges-Louis-Marie-Ghislain) ;
- Éric (Marie-Guy-Ghislain) ;
- Anne (Gabrielle-Andrée-Marie-Ghislaine) ;
- Thérèse (Marie-Yvonne-Pierrette-Andrée-Ghislaine) ;
- François (Xavier-Joseph-Marie-Yves-Noël-Ghislain).

André de Spirlet se remarie le 7 novembre 1956 à Bruxelles, deux ans après la mort de sa première femme. Il épouse Germaine (Henriette) Lamarche dite Dolly (Ixelles, 10 mars 1903 – Bruxelles, 21 septembre 1987). Elle était veuve de Gaston (Eugène-Aimé) Roelandts (Bruxelles, 11 juillet 1900 – Bruxelles, 2 octobre 1951). Les Lamarche sont une ancienne famille d’industriels liégeois, à cela s’ajoute le fait que Gaston Roelandts était dirigeant du groupe Coppée.
Le nom Lamarche a été ajouté au nom de Spirlet aux descendants d’André de Spirlet. C’est le résultat d’une procédure judiciaire effectuée par Germaine Lamarche. Le 10 janvier 1961, elle adopte les enfants de son second mari, transformant ainsi leur nom en de Spirlet Lamarche. Le jugement fut celui du tribunal de première instance de Bruxelles.
Bien qu’ils portent le nom Lamarche, les descendants d’André de Spirlet n’ont pas hérité du nom par lien sanguin d’hérédité
.
Il est inhumé au cimetière de Nonceveux, situé dans la commune d'Aywaille.

### Carrière professionnelle
André de Spirlet finit ses études d’ingénieur civil à Louvain en 1925 et est engagé dans la compagnie de son beau-père. Il fut :
- Ingénieur civil des mines[7] ;
- Président de la Compagnie maritime belge[8] ;
- Président de la Compagnie financière européenne[8] ;
- Président/ administrateur de nombreuses sociétés belges et étrangères[8] ;
- Directeur honoraire de la Société générale de Belgique[7] ;
- Président honoraire de l’union minière[7].

### Carrière militaire et Ordres
André de Spirlet était membre de plusieurs ordres. Il fut lieutenant de réserve honoraire d’artillerie dans l’armée belge. Il fut membre des ordres civils et militaires:
- Grand officier de l’ordre de Léopold II ;
- Officier de l’ordre de Léopold ;
- Commandeur avec courage de l’ordre civil et militaire d’Adolphe de Nassau ;
- Officier de l’ordre de Nichan Iftikhar.

Mais il fut également membre d’ordres nationaux :
- Commandeur de l’ordre du Léopard ;
- Chevalier de la légion d’honneur (15 janvier 1969).